# El Porvenir, Atlántida
El Porvenir är en ort i Honduras.   Den ligger i departementet Atlántida, i den centrala delen av landet, 190 km norr om huvudstaden Tegucigalpa. El Porvenir ligger 10 meter över havet och antalet invånare är 2 269.
Terrängen runt El Porvenir är varierad. Havet är nära El Porvenir norrut. Runt El Porvenir är det tätbefolkat, med 790 invånare per kvadratkilometer. Närmaste större samhälle är La Ceiba, 10,8 km öster om El Porvenir. 